# Skałka Polska
Skałka Polska – wieś w Polsce, w województwie świętokrzyskim, w powiecie kieleckim, w gminie Łopuszno.
Do 2023 miejscowość była przysiółkiem wsi Ewelinów.

## Historia
11 maja 1943 roku w odwecie za atak oddziału Gwardii Ludowej na pobliską niemiecką kolonię, jednostki policji ochronnej i żandarmerii wsparte przez uzbrojonych volksdeutschów ze wsi Antonielów spacyfikowały Skałkę Polską. Zamordowano wtedy 93 osoby, w tym wiele kobiet i dzieci. Wieś ograbiono i doszczętnie spalono. Mieszkańcy Skałki Polskiej do dziś organizują obchody upamiętniające to zdarzenie.
9 maja 1977 roku Skałka Polska została odznaczona Orderem Krzyża Grunwaldu III klasy w uznaniu patriotycznej postawy mieszkańców, za czynny udział w walce z hitlerowskim najeźdźcą oraz w walce o umocnienie władzy ludowej.